# Cursorius
Genre
Le genre Cursorius regroupe cinq espèces de limicoles appartenant à la famille des Glareolidae.

## Liste des espèces
D'après la classification de référence (version 14.1, 2024) de l'Union internationale des ornithologues, il y a 5 espèces du genre Cursorius (ordre philogénique) :
- Cursorius coromandelicus (Gmelin, JF, 1789) – Courvite de Coromandel ;
- Cursorius temminckii Swainson, 1822 – Courvite de Temminck ;
- Cursorius rufus Gould, 1837 – Courvite de Burchell ;
- Cursorius cursor (Latham, 1787) – Courvite isabelle ;
- Cursorius somalensis Shelley, 1885 – Courvite de Somalie.

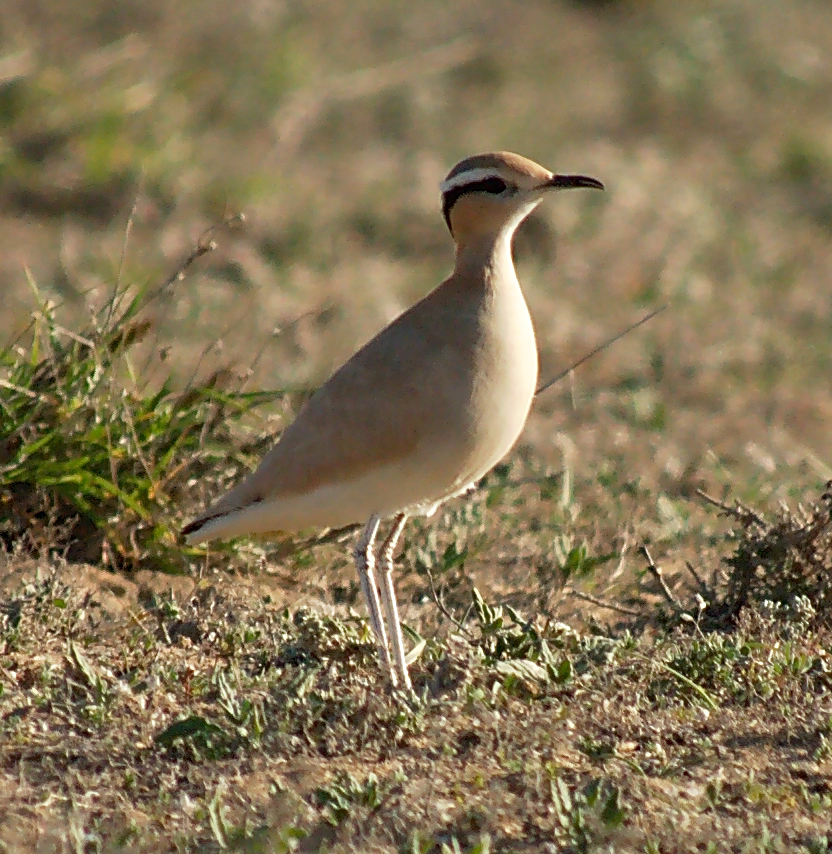
Cursorius cursor
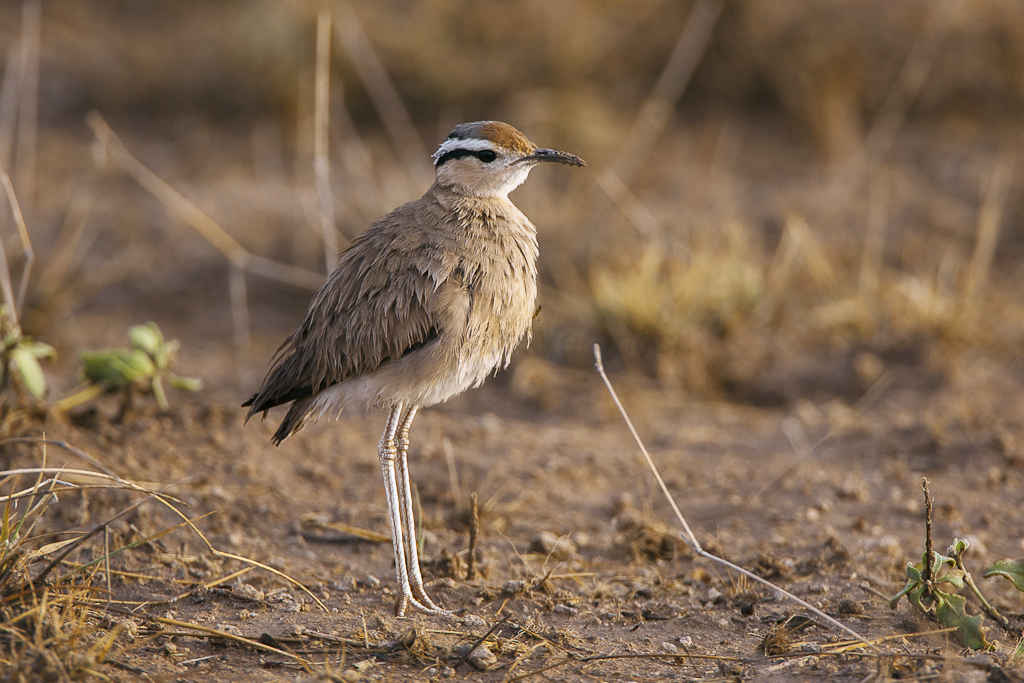
Cursorius somalensis
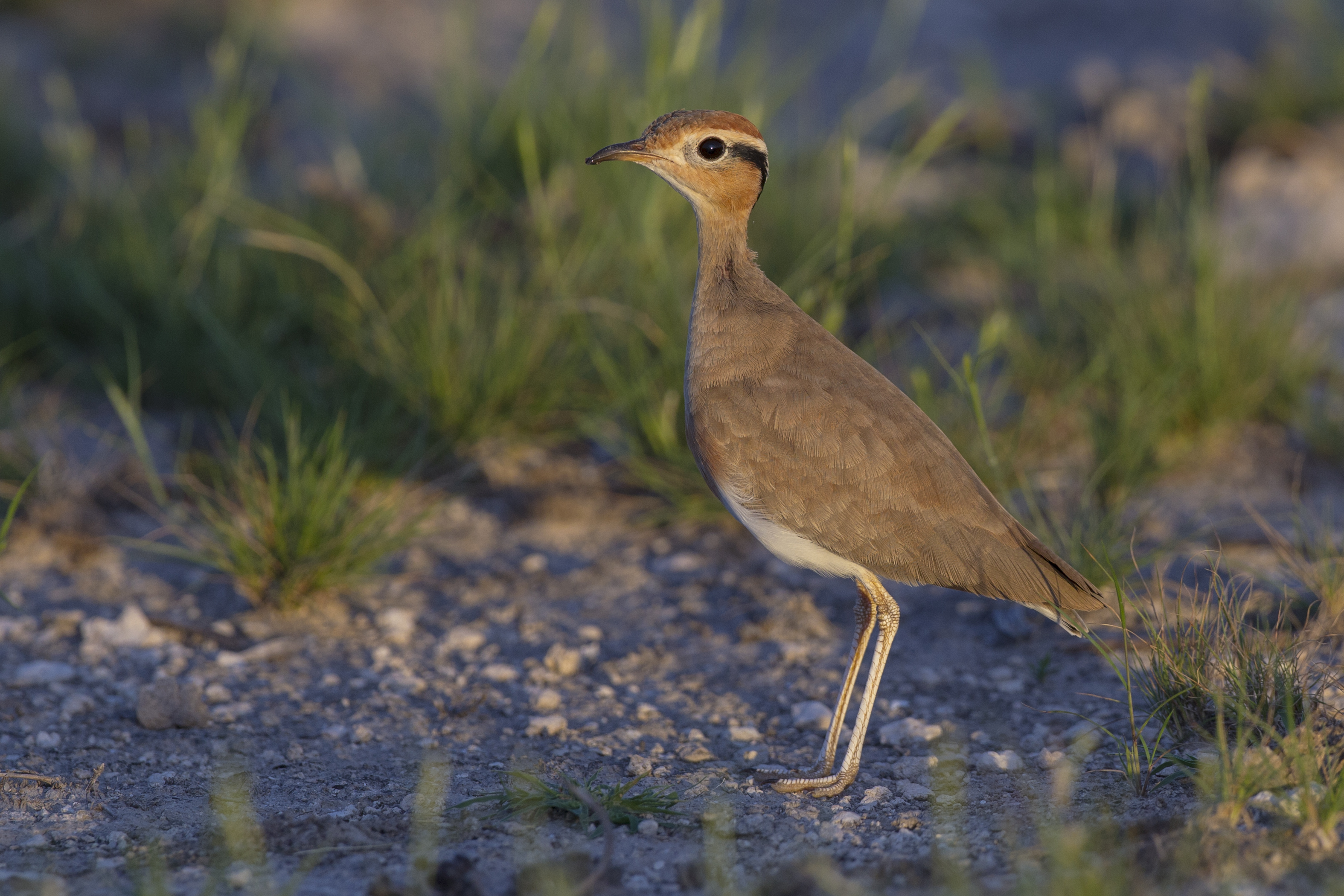
Cursorius rufus
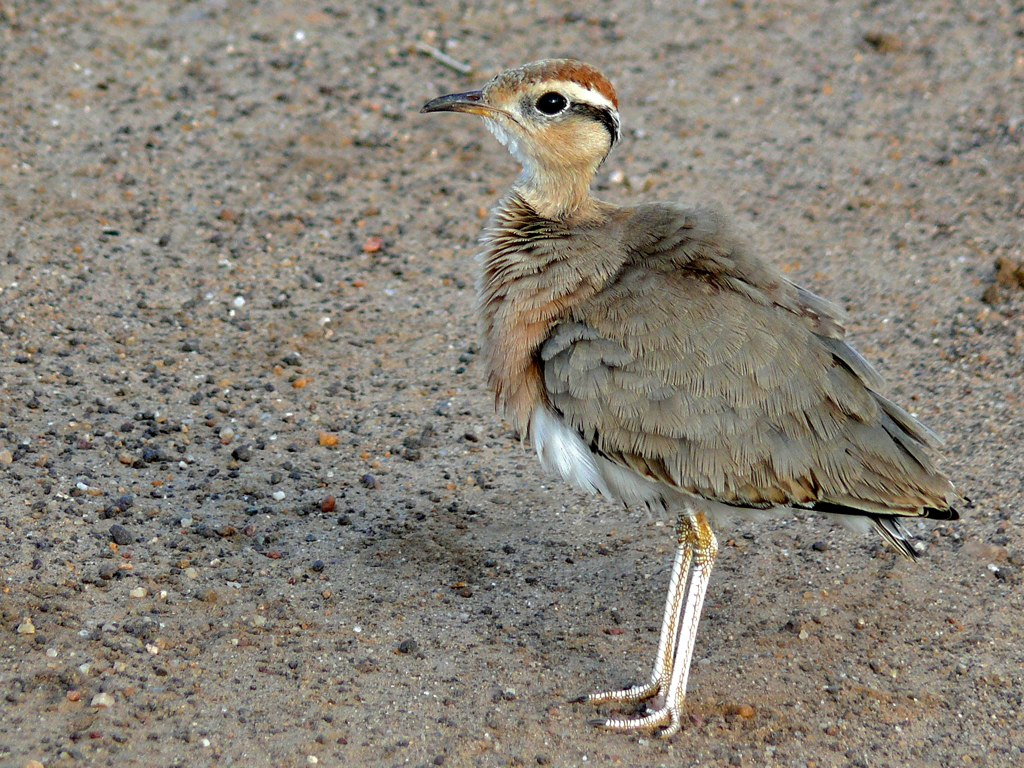
Cursorius temminckii
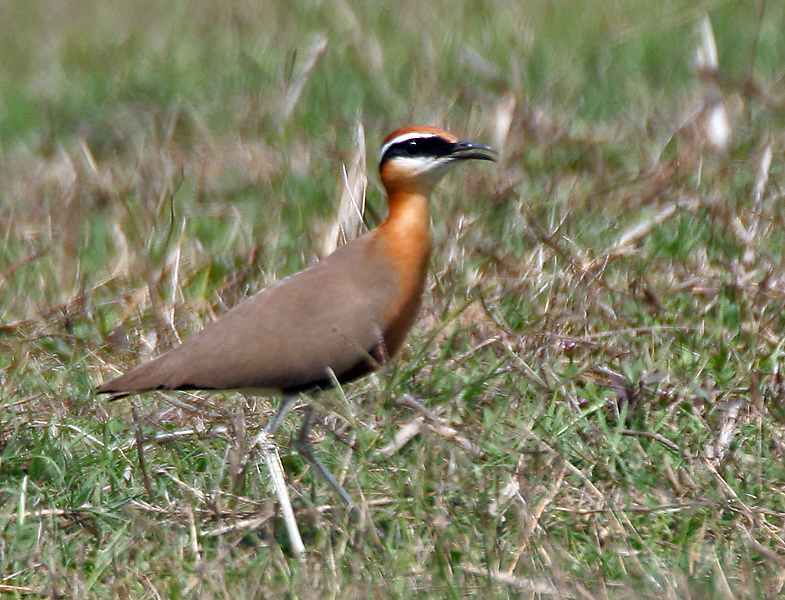
Cursorius coromandelicus